# نماشویی

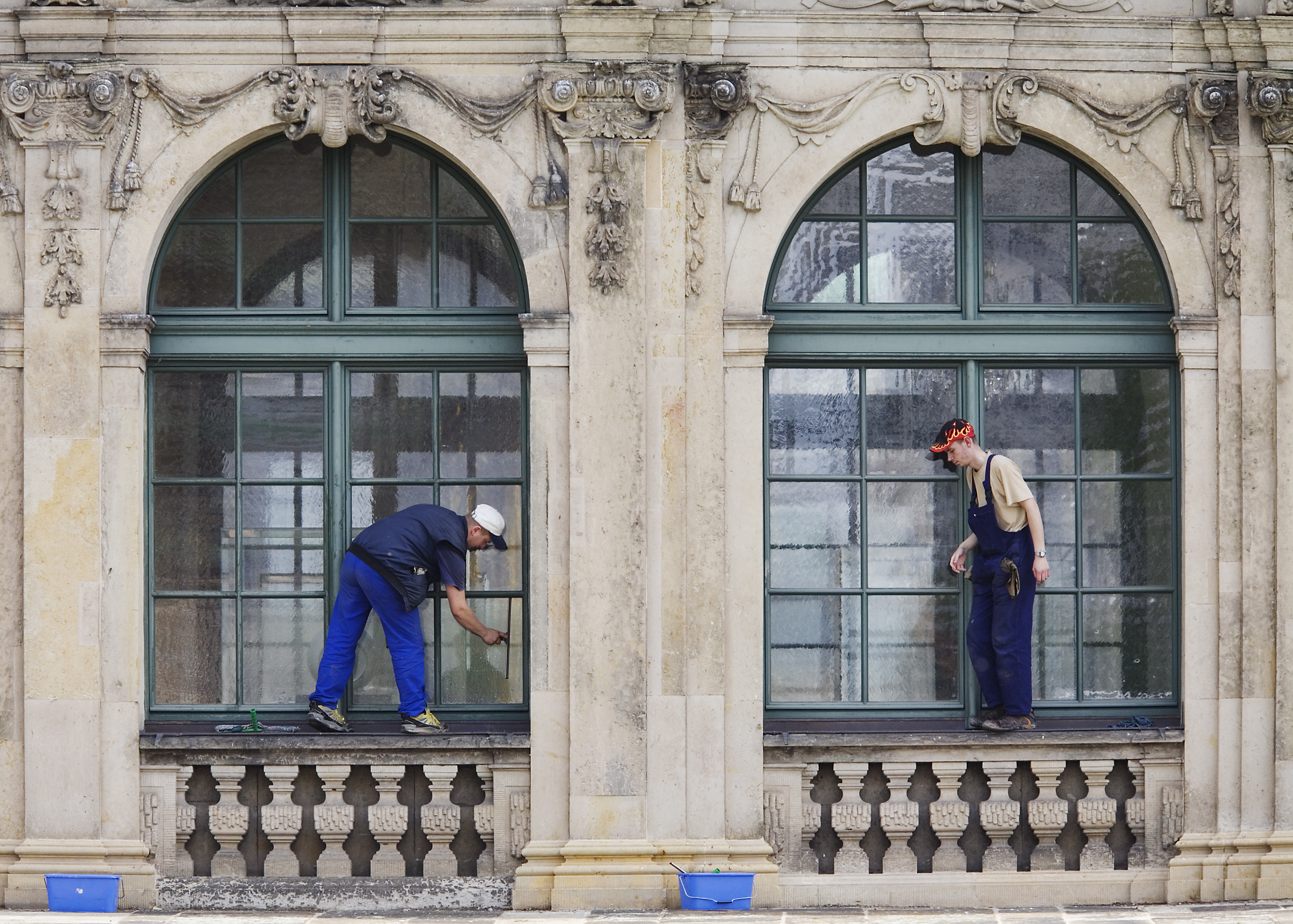
شیشه پاک کننده‌ها در درسدن

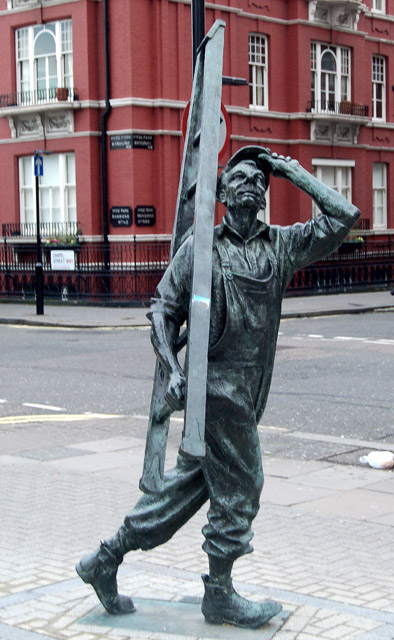
پنجره پاک کن
اثر آلن اسلای

نماشویی برج پورت ساید با تکنیک کار صنعتی با طناب در شهر کیپ تاون.

شستشوی نما، تمیز کردن شیشه‌ها و دیگر قسمت‌های نمای  ساختمان‌ها و انواع مختلف سازه‌های شهری است. نمای ساختمان می‌تواند شامل مصالح مختلفی از جمله سازه اصلی نما، سطوح مکمل که بخشی از طراحی معماری نما هستند، مانند پنجره‌ها، به عنوان عناصر تأمین نور ساختمان باشد.
نماشویی ساختمان می‌تواند به صورت مکانیزه و یا به‌طور دستی با استفاده از انواع ابزارها و تجهیزات مختلف شستشو و دسترسی با طناب، کلایمر، بالابر، وینچ، داربست و سایر روش‌ها انجام شود.
نماشویی یا همان شستشوی نما، سهم عمده ای در زیبایی بخشی و آراستگی ساختمان دارد. از دیدگاه زیبائی شناختی هرچه نمای بیرونی یک سازه یا ساختمان تمیزتر باشد، آن سازه و مجموعه زیباتر، جذاب تر و چشم‌نوازتر خواهد بود. به دلیل آلودگی بیش از حد هوا و وجود باران‌های اسیدی و آلوده، به مرور زمان لایه ای از مواد اسیدی و خوردنده روی سطوح جمع شده و باعث کثیف شدن آن می‌شود. جنس این لایه‌ها می‌تواند از اکسید نیتروژن، اکسید سولفور، اسید کربنیک و اسید نیتریک و … باشد که اگر به موقع شسته نشوند علاوه بر زشت شدن نمای ساختمان و سازه‌ها با نفوذ به لایه‌های زیرین باعث از بین رفتن تدریجی آن‌ها می‌شوند. شستشوی نما ی ساختمان علاوه بر زدودن آلودگی و زیباتر کردن ساختمان، نقش مهمی در عمر و دوام نمای ساختمان دارد.
قراردادهای این نوع خدمات متفاوت بوده و از دریافت نقدی پول توسط اشخاص، تا قراردادهای با سازوکار مناقصه‌های رسمی را شامل می‌شود. مقررات کاری، مجوزهای، روش انجام کار، تجهیزات و جبران خسارت‌های احتمالی، در پروژه‌های مختلف متفاوت است. شستشوی نما با دو روش دستی و واترجت امکان‌پذیر است که برای نماهای سنگی از دستگاه واترجت استفاده می‌شود. شستشوی نما برای انواع گوناگون نما ممکن است با هم متفاوت باشند؛ برای مثال شستشوی نماهای کامپوزیت با شستشوی نماهای سیمانی متفاوت است. همچنین برای نظافت نماهای آجری و سنگ‌های تیشه‌ای از واتر سند بلاست استفاده می‌شود.
نماشویی توسط دسترسی با طناب یکی از شیوه‌های این کار بر روی انواع ساختمان‌ها با ارتفاع بلند می‌باشد. این روش در ایران در حدود ۱۵تا۱۷سال است که اجرا می‌شود. نحوه شستشو بستگی به نوع نما دارد.

## ابزار

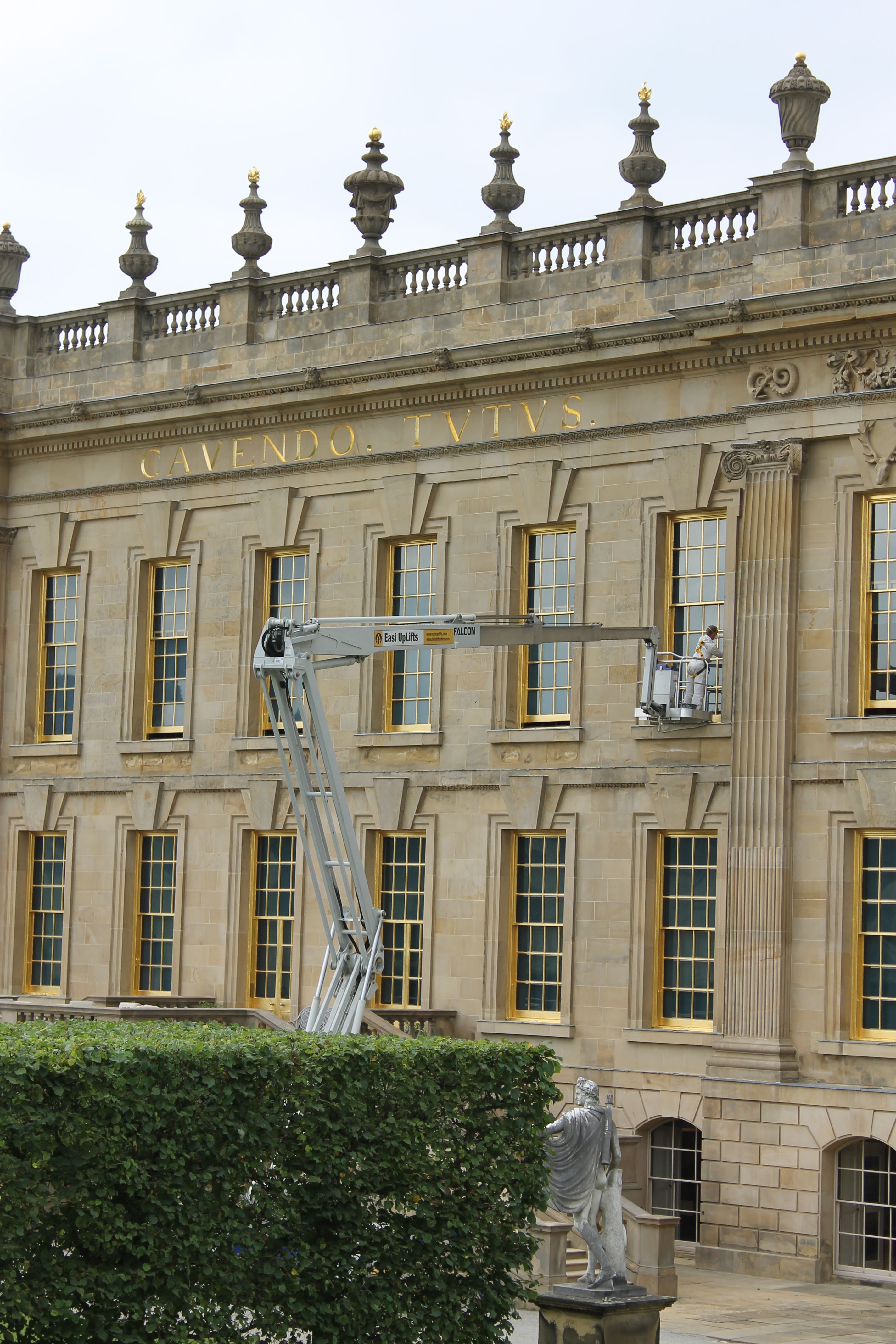
پشستشوی شیشه‌های یک خانه در چتسورث

### کرباس و پارچه استری
یکی از روش‌های ابتدایی پاک کردن شیشه‌ها زدودن کثیفی‌ها و غبار با یک دستمال خیس یا نم دار، و پاک کردن آن با یک کرباس نسبتاً نرم و مرطوب است.

### ابر خیس و تی لاستیکی
در این روش شیشه‌های نما را با ابر یا پارچه حوله ای که با محلول رقیق آب و شوینده کاملاً خیس شده‌است، شسته و بلافاصله آب کثیف باقی‌مانده را با یک تی لاستیکی که مجهز به تیغه‌های لاستیکی مخصوصی هستند از روی سطح شیشه می‌روبند. 
در این روش، مواد شیمیایی محلول طیف وسیعی از صابون‌ها، مایع ظرفشویی، شیشه پاک کن‌های خانگی، یا تری سیدم فسفات و نمک را شامل می‌شود. اضافه کردن ضدیخ برای جلوگیری از یخ زدگی محلول روی شیشه‌ها در زمستان کاربرد دارد. در مناطق گرم ایران، این مشکل به واسطه تبخیر آب روی شیشه یا کامپوزیت نما، قبل جمع کردن آن با تی بسیار معمول است.

### برس پاشش آب خالص

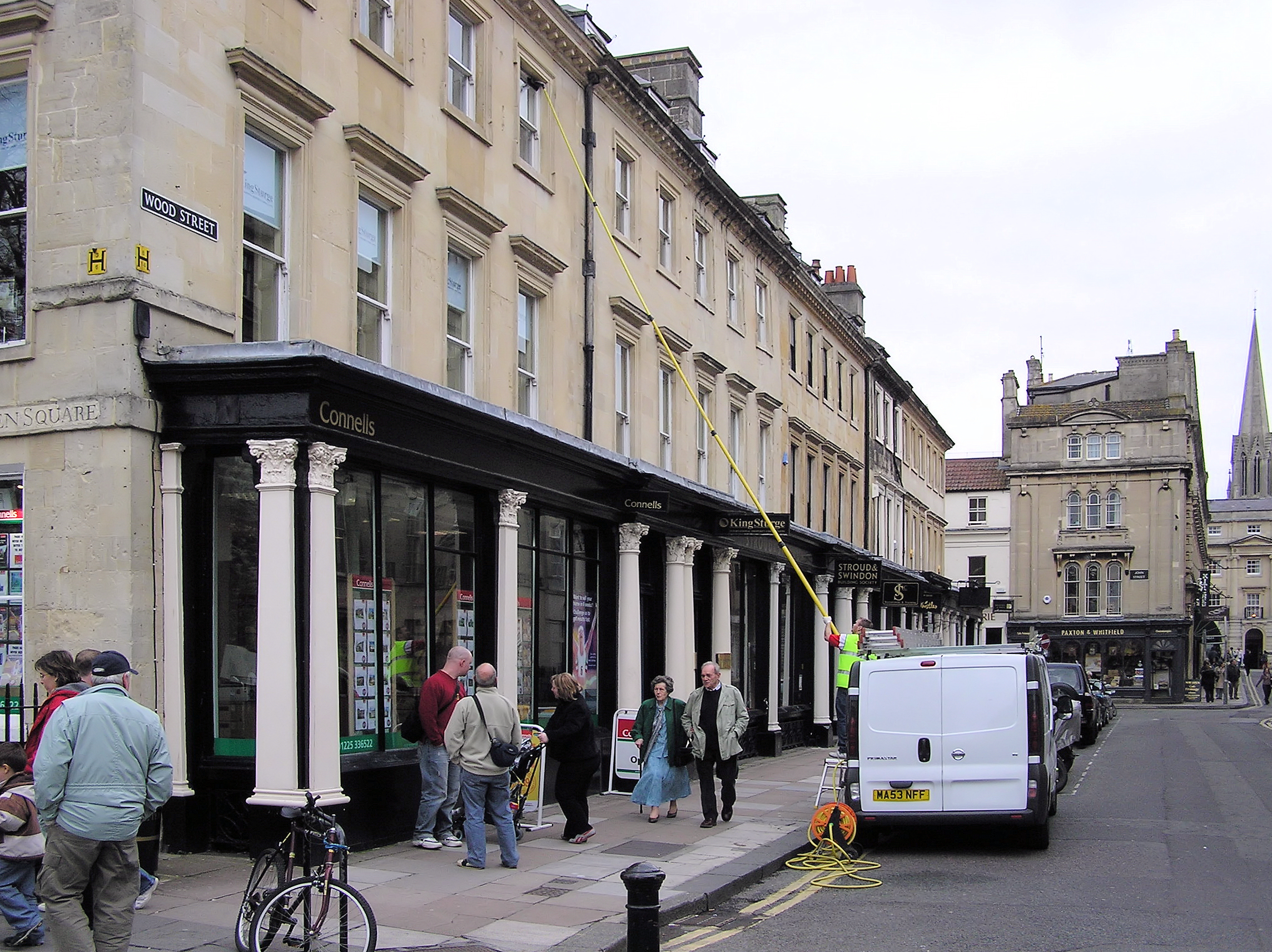
نماشویی با روش دیرک مجهز به برس پاشش آب خالص - انگلستان

در این روش هر کدام از انواع تیرک‌های تلسکوپی در انتهای فوقانی به یک برس مخصوص با قابلیت پاشش آب مجهز شده‌است. آب خالص مورد استفاده می‌تواند از مخزن یک وسیله نقلیه تأمین شده یا با روش‌های معمول فیلتراسون در محل پروژه تولید شود. آب خالص، نرم، یا سختی‌گیری شده از طریق دو یا سه مرحله فرایند تصفیه شامل یک مرحله فیلتر کربن و استفاده از غشاء اسمز معکوس، یا فیلتر کربن، غشای اسمز معکوس و سختی‌گیری با رزین‌های سختی گیر انجام می‌شود. آب مورد استفاده باید حاوی TDS (مجموع مواد جامد محلول) کمتر از 5 ppm است. با پاشش آب خالص بر روی سطح شیشه و در موضع سایش برس، کثیفی و غبار از روی سطح شیشه شسته می‌شود. خاصیت قطبی آب و خالص بودن آن موجب می‌شود تا آب یونیزه شده قابلیت و میل به جذب دوباره مواد معدنی را یافته و کثیفی را از سطح جدا کند. نماشویی در مرحله آبکشی هم با توجه به خالص بودن آب، بدون اینکه لکه ای بر روی سطح شیشه باقی بماند، پس از خشک شدن، سطحی یکنواخت و پاک به وجود می‌آید. در این روش به دلیل خنثی بودن سطح بلحاظ الکترواستاتیکی، تمیزی شیشه‌ها ماندگاری بیشتری خواهد داشت. دیرک‌های تلسکوپی مجهز به برس پاشش آب خالص قابلیت دسترسی تا ارتفاع حدود ۲۰ متر را دارند. محدودیت این روش، کار بر روی نماهای تخت و نسبتاً تمیز است.

### واتر جت
برای شستشوی نما از دستگاه واتر جت‌های بسیار قوی استفاده می‌گردد .دستگاه واتر جت صنعتی  آب را با فشار بالا از درون مخزن خود به بیرون هدایت می‌کند و از طریقه کارتکی مخصوص موجب پاک شدن  سطح نما و لایه برداری می‌گردد.  